# Epiplema inez
Epiplema inez är en fjärilsart som beskrevs av Felix Bryk. Epiplema inez ingår i släktet Epiplema och familjen Uraniidae. Inga underarter finns listade i Catalogue of Life.